# بورجیونال

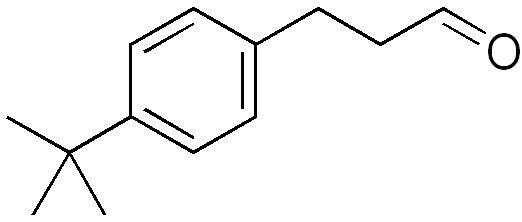
تصویر بورجیونال (ترکیب شیمیایی)

بورجیونال یک آلدهید معطر مورد استفاده در عطر می‌باشد. در دمای اتاق یک مایع زرد کم رنگ می‌باشد. اگر بلعیده شود ممکن است باعث ایجاد حساسیت پوستی شود و تماس با ان حساسیت ایجاد کند. به عنوان یک جاذب شیمیایی برای جذب اسپرم انسان می‌باشد.
به تازگی در شرایط آزمایشگاهی مشخص شده که بورجیونال یک جاذب شیمیایی برای اسپرم انسان است.با فعال شدن گیرنده بویایی به نام OR1D2 که
{1}کانال های یون کلسیم در اسپرم باز می‌شود و سبب میشود سرعت شنا انها دو برابر شود [2] Bourgeonal احتمالاً به قرار گیری اسپرم در تخمک انسان کمک میکند.